# تفنگ فیلامان تنگستنی
در تفنگ های فیلامان تنگستنی (به انگلیسی: Tungsten Hairpin Electron Gun) ، کاتد تولید کننده الکترون یک سیم تنگستنی است که به صورت سنجاق سر خم شده و سر V شکلی دارد و شعاع نوک آن حدود ۱۰۰ میکرومتر است. در این تفنگ ها فیلامان با عبور جریان، گرم شده و پرتوی الکترونی تولید می کند. دمای کاری تنگستن، در هنگام انتشار الکترون، حدود ۲۷۰۰ درجه کلوین است. در این شرایط با استفاده از قانون ریچاردسون-داچمن، چگالی جریان پرتو منتشر شده ۱٫۷۵ آمپر بر سانتی متر مربع است. عمر یک فیلامان تنگستن در شرایطی که به آن شوک حرارتی وارد نشود، وابسته به نرخ تبخیر رشته تنگستن است. اگر با صرف نظر از کاهش عمر فیلامان، دمای کاری آن به ۲۹۰۰ درجه کلوین افزایش یابد، اکثر الکترون ها انرژی معادل ۰٫۲۵ الکترون ولت خواهند داشت. البته محدوده تغییرات انرژی آن ها در بازه صفر تا ۲ الکترون ولت قرار می گیرد.
الکترون های به دست آمده از فیلامان (کاتد)، با استفاده از اختلاف پتانسیلی معادل ۱۰۰۰ تا ۵۰۰۰۰ ولت، به سمت آند شتاب داده می شوند. قسمت در برگیرنده یا همان نگهدارنده فیلامان به صورت یک کلاهک شبکه ای یا به صورت استوانه فلزی است که به آن اصطلاحا وهلنت (Wehnelt) می گویند. این نگهدارنده، دارای یک روزنه مرکزی است که دقیقا مقابل نوک فیلمان قرار می گیرد. وهلنت نسبت به کاتد (فیلامان) در یک ولتاژ منفی نگهداشته می شود، تا الکترون های ایجاد شده در فیلمان را به خارج از محفظه نگهدارنده، دفع کند. ولتاژ منفی مذکور به صورت بایاس (متغیر بر حسب شرایط) و در مقادیر صفر تا ۵۰۰ ولت اعمال می گردد. شرایط الکتریکی فیلامان، وهلنت و آند باعث ایجاد یک میدان الکترواستاتیکی می شود. نتیجه این شرایط همگرا شدن پرتو الکترونی و ایجاد یک نقطه همگرایی برای پرتوی الکترونی است.

## ارتباط چگالی جریان پرتوی الکترونی و روشنایی
با افزایش چگالی (دانسیته) جریان در نقطه همگرایی T می توان روشنایی را افزایش داد. افزایش روشنایی از دو طریق امکان پذیر است:
1. افزایش جریان انتشار در یک قطر پرتوی الکترونی ثابت
2. کاهش قطر پرتوی الکترونی در یک جریان انتشار ثابت

این تغییرات، منجر به افزایش حساسیت (به انگلیسی: sensivity) و تفکیک پذیری (به انگلیسی: resolution)، در عملکرد میکروسکوپ های الکترونی می شود.
تغییرات ولتاژ تفنگ الکترونی، محدود است، بنابراین تنها راه عملی برای افزایش روشنایی افزایش دمای فیلامان و در نتیجه آن افزایش جریان انتشار و روشنایی است. به طور مثال: اگر دما از ۲۷۰۰ درجه کلوین به ۳۰۰۰ درجه کلوین افزایش یابد، روشنایی حدود ۵ برابر می شود. اما اینجا هم محدودیت دیگری وجود دارد، زیرا با هفت برابر کردن روشنایی یک فیلامان، ممکن است عمر کاری آن یک هشتادم تا یک چهلم مقدار معمول شود، یعنی حتی به یک ساعت تقلیل یابد.